# بي تي أر-80
بي تي أر-80 (بالإنجليزية: BTR-80)‏ , (بالروسية: БТР-80) هي ناقلة جنود مدرعة رباعية الدفع، سوفيتية الصنع، دخلت الخدمة في الجيش السوفيتي عام 1986 لتحل محل ناقلات الجند السوفييتية الأقدم البي تي أر-60 والبي تي أر-70 ، كلمة بي تي أر (بالروسية: БТР-80) هي أختصار كلمة Бронетранспортёр التي تعني ناقلة مدرعة.
يبلغ وزن البي تي أر-80 13.6 طن ويتكون طاقمها من 3 أفراد ويمكنها نقل إلى ما يصل لـ 7 ركاب، وقد زودت بمحرك ديزل بقوة 260 حصان يعطيها سرعة قصوى تصل إلى 80 كم/س و 9 كم/س بالماء.

## المستخدمون

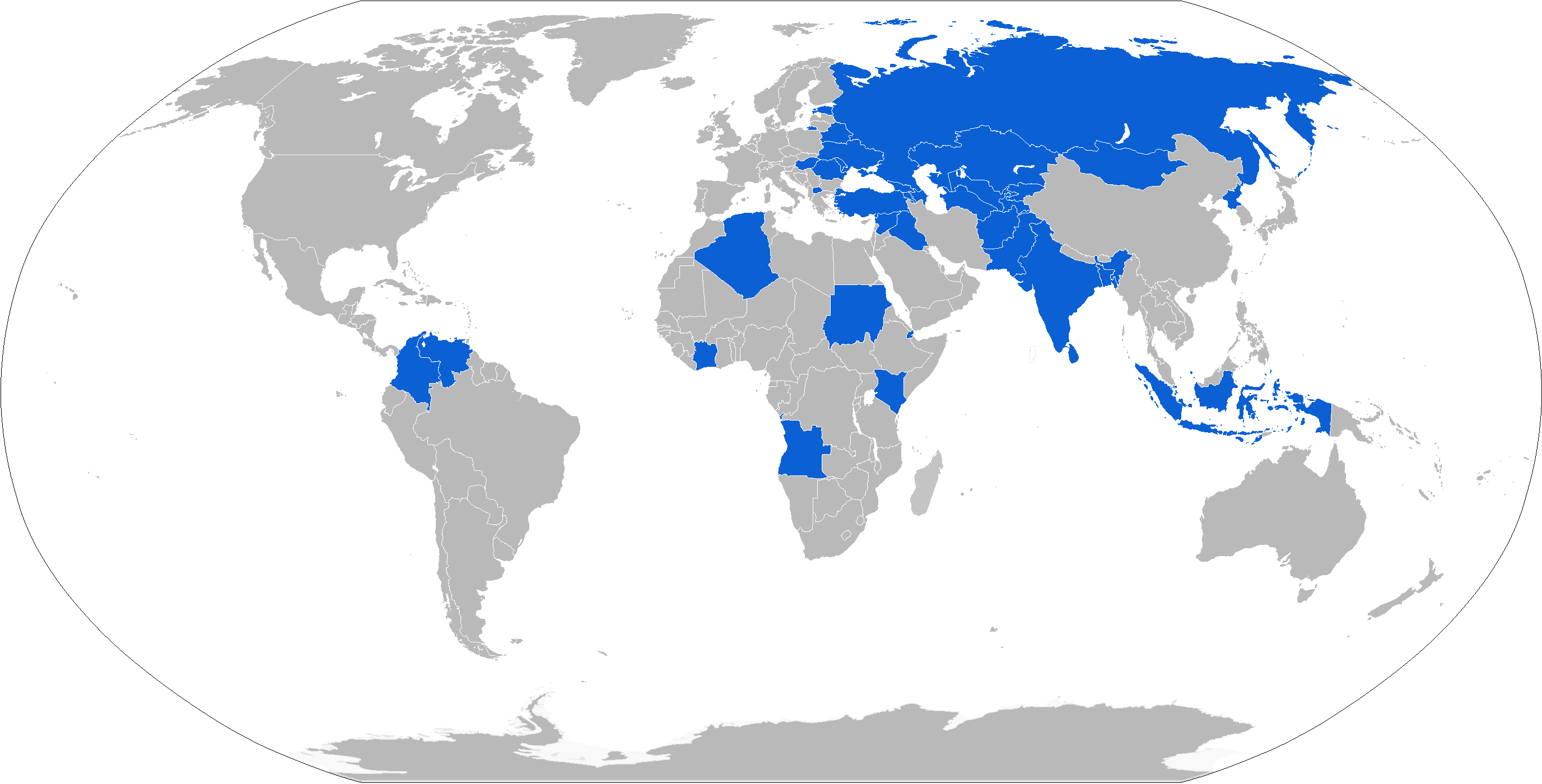
خريطة الدول المشغلة.

- أفغانستان
- الجزائر
- أنغولا
- أرمينيا
- أذربيجان
- بنغلاديش
- بيلاروس
- كولومبيا
- جيبوتي
- إستونيا
- جورجيا
- المجر
- الهند
- إندونيسيا
- العراق
- ساحل العاج
- كازاخستان
- كينيا
- قرغيزستان
- مقدونيا
- مولدوفا
- منغوليا
- كوريا الشمالية
- باكستان
- رومانيا
- روسيا
- سريلانكا
- السودان
- سوريا
- طاجيكستان
- تركيا
- تركمانستان
- أوكرانيا
- أوزبكستان
- فنزويلا
- جمهورية دونيتسك الشعبية

## صور

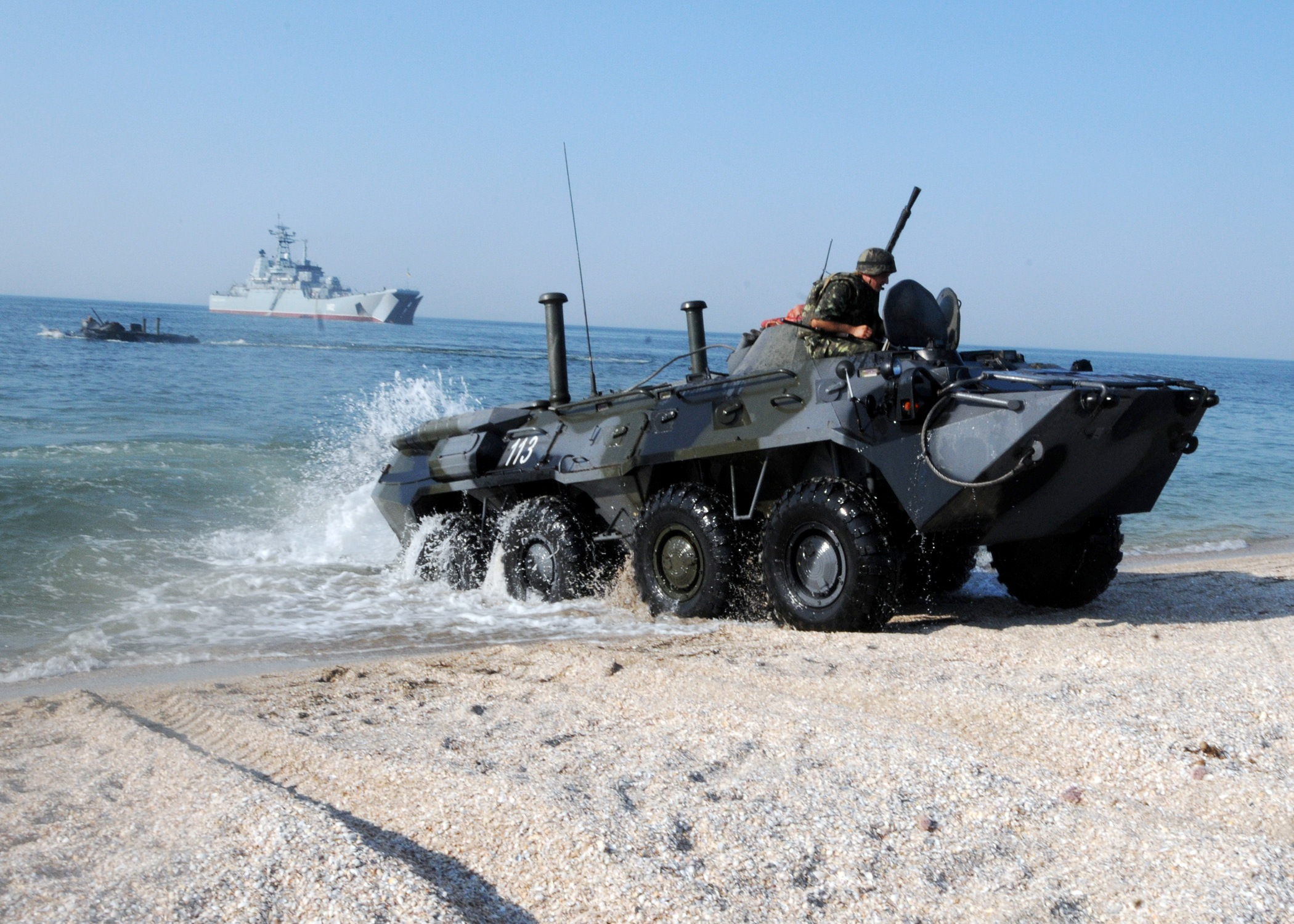
مدرعة BTR-80 أوكرانية في المشاة البحرية مشاركة في تمارين نسيم البحر 2010
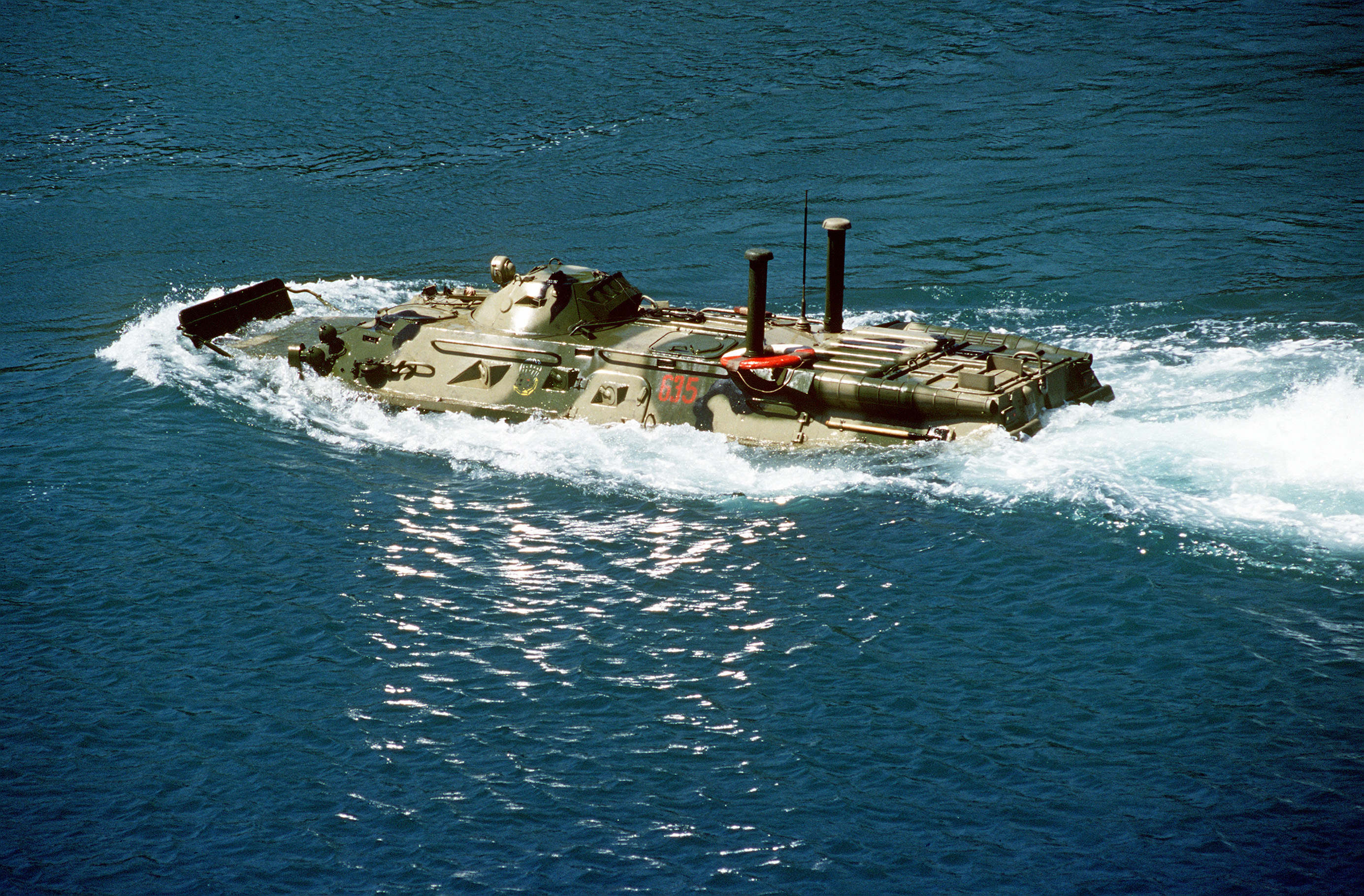
مدرعة BTR-80 روسية في الماء.
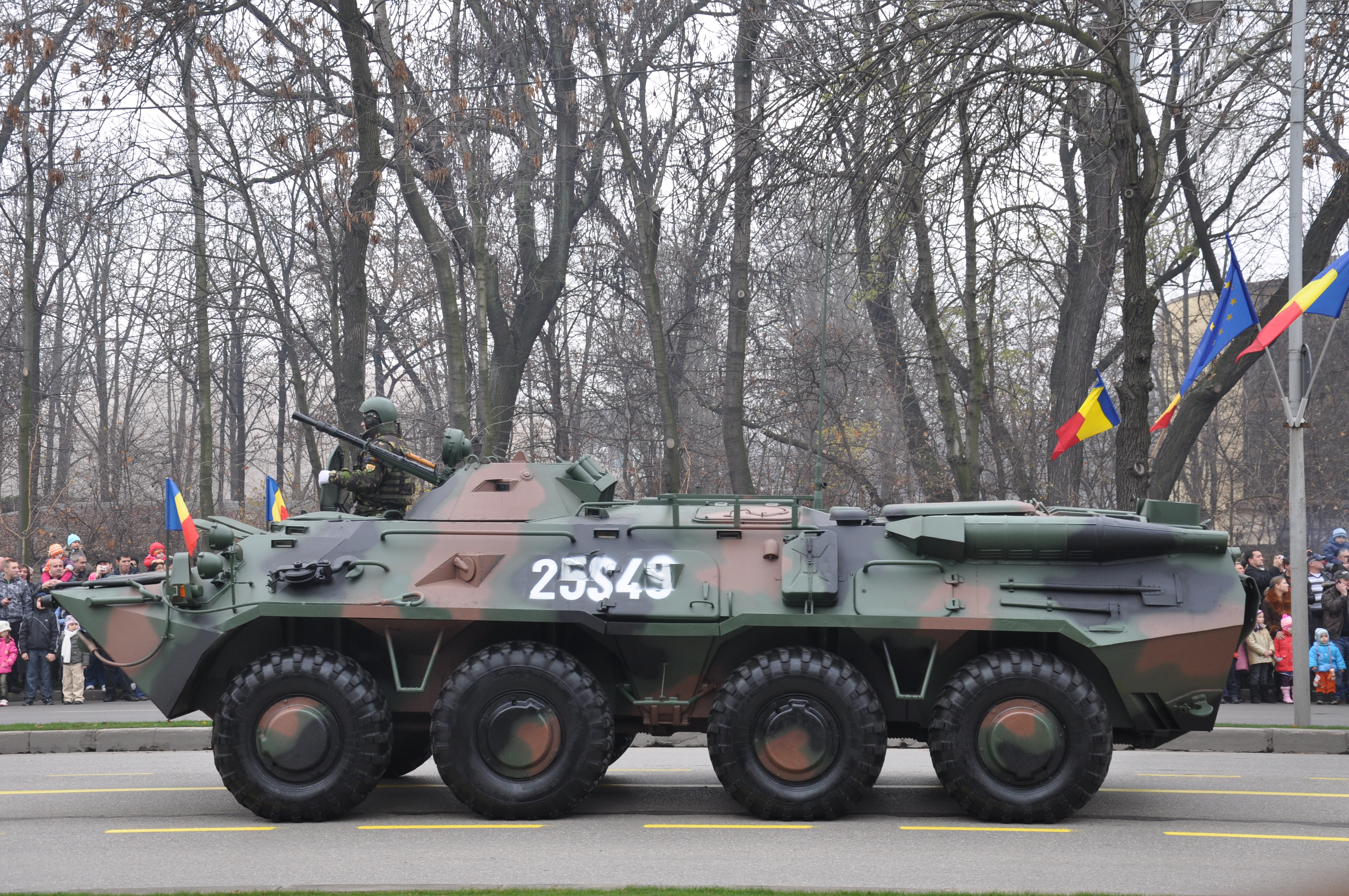
ألاحتفال بالعيد الوطني في رومانيا (1 ديسمبر 2009)
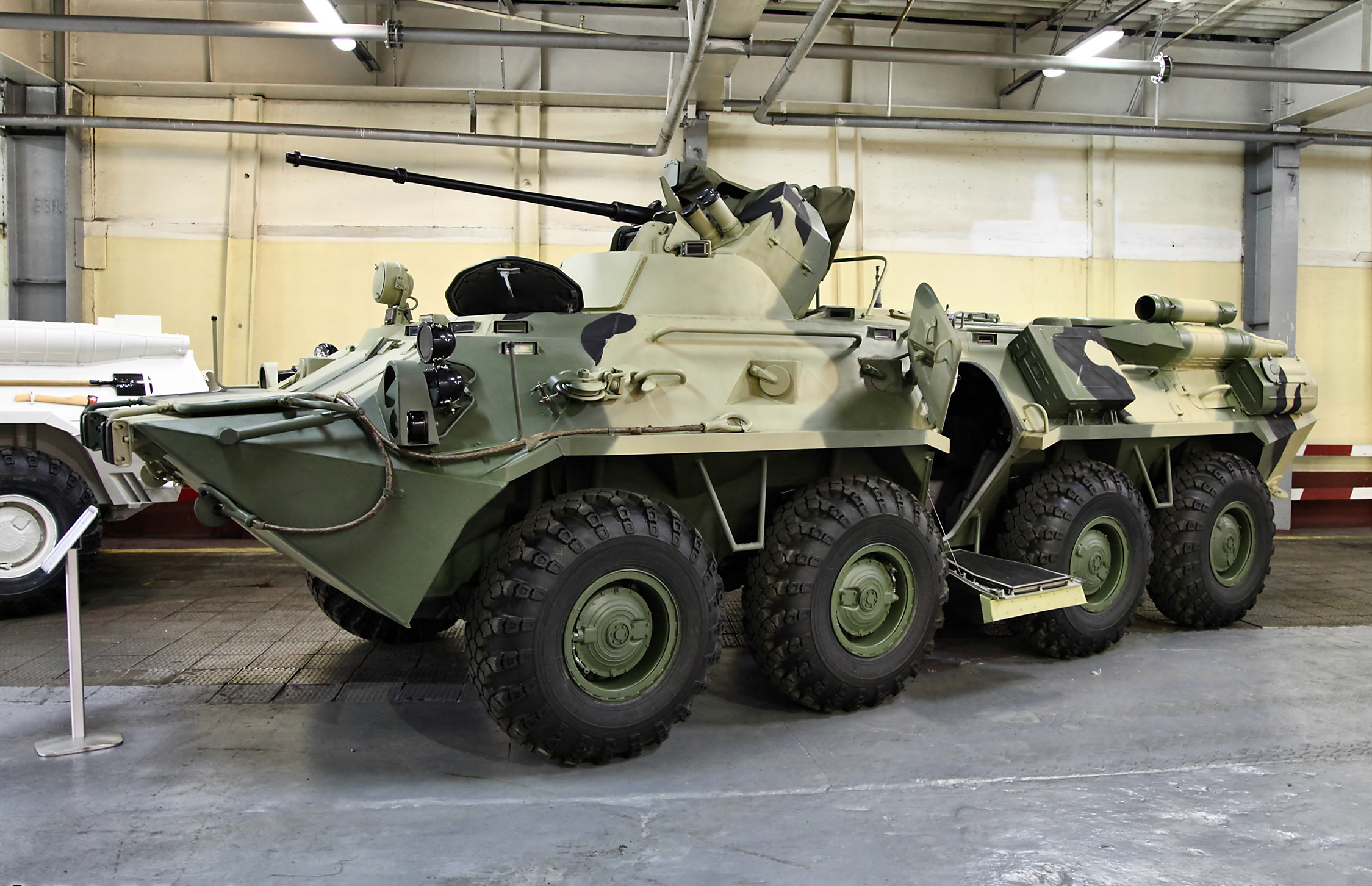
BTR-82A
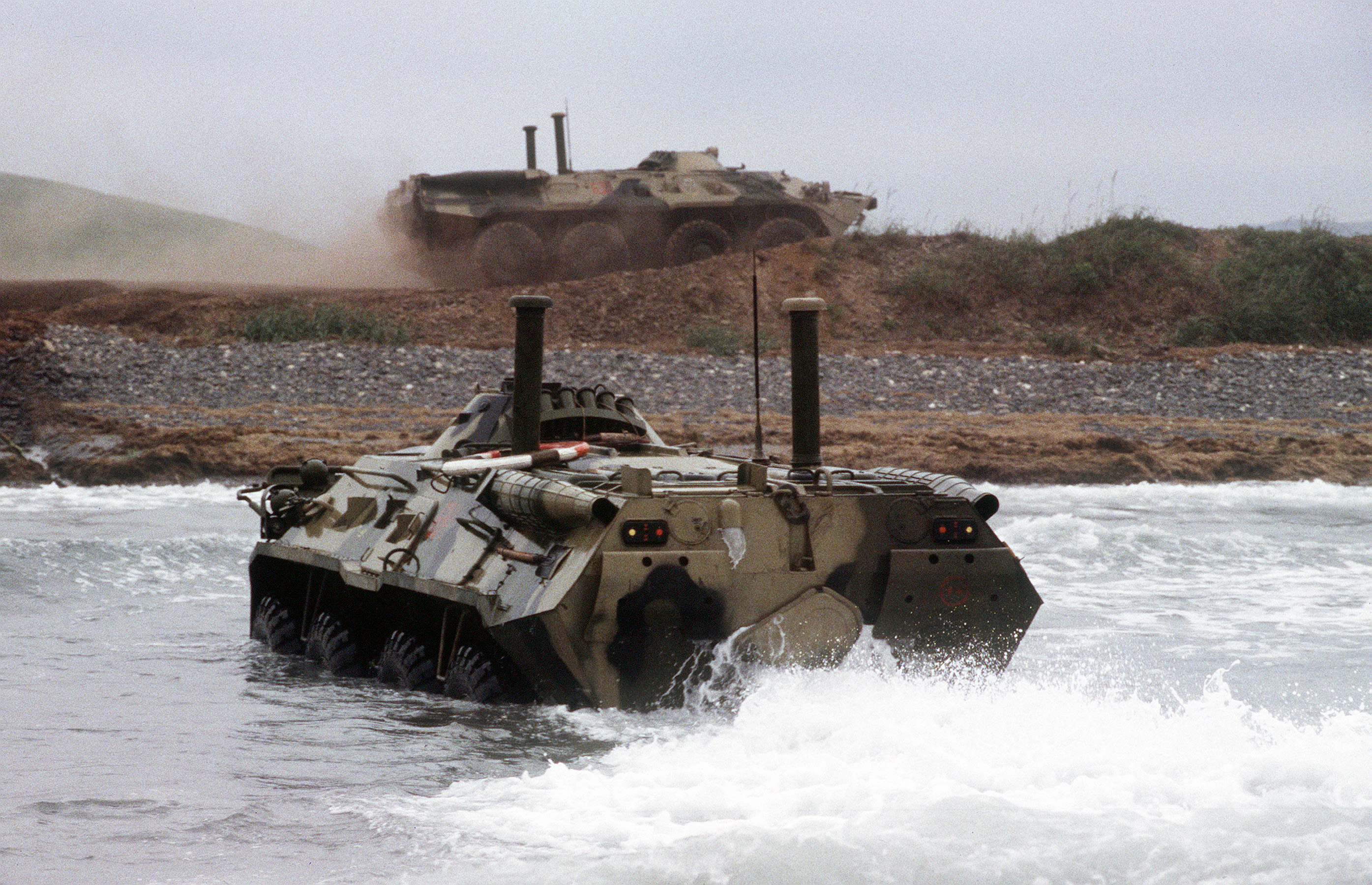
مدرعة BTR-80 روسية تذهب إلى الشاطئ خلال عملية الاغاثة في حالات الكوارث الأمريكية - الروسية المشتركة في قرب فلاديفوستوك (1994 يونيو)